# 宜野湾朝祥
宜野湾 朝祥（ぎのわん ちょうしょう、乾隆30年6月2日（1765年7月19日） - 道光7年9月16日（1827年11月5日））は、琉球王国第二尚氏王統の摂政。沖縄三十六歌仙の一人。

## 概要
尚維衡・浦添王子朝満を元祖とする向氏小禄御殿の十世で、唐名は尚容、童名を真三良金という。はじめ名乗りは「朝陽」であったが、のち「朝祥」に改める。
役職としては主に御系図奉行や大与奉行を歴任しているが、1790年には徳川家斉の江戸幕府第11代将軍就任を祝う慶賀使節の正使に任命され、いわゆる江戸上りの使者として江戸城で家斉に謁見している。この江戸上りの帰路、静岡の清見寺を訪れて尚宏・具志頭王子朝盛の墓所（石塔）の改築もしており、そのさい同寺に献じた扁額や塗椀は現在にも伝わっている。
実父は尚穆王であるが、小禄御殿九世の向廷尉・具志頭按司朝憲に男子が無かったため、その嗣子となり小禄御殿を継いだ。自身にも子が無く、一時期（1801年～1803年）、尚灝・具志頭王子朝相（のちの尚灝王）を嗣子として迎え入れるが、尚温王、尚成王が薨じると尚灝が王位に推され、父子の縁を解消した。小禄御殿の嗣子となったとはいえ、王家との繋がりは強く、新年や毎年の祭礼、生年祝いの際には国王をはじめ王妃からも祝いの品を賜っている。亡くなったときには、わずかな期間であったとはいえ父子の礼をとっていたことからの好誼であろう、葬儀に際して尚灝王は米三石と青銅六百貫文を特賜している。
歌をよくし、沖縄三十六歌仙の一人として数えあげられ、『沖縄集』には立春と題し、
が収められている。琉歌は「世世に沙汰される　天の羽衣の名や　いつも朽たぬ　松に残て」など計三十二首が『琉歌全集』に収録されている。

## 系譜
父：尚穆王の五男三女中の第四子四男として生まれる。母は王の夫人である真南風按司加那志で、尚周・義村王子朝宜のみが同父同母の実兄である。小禄御殿九世の向廷尉・具志頭按司朝憲に男子が無かったため、その嗣子となり小禄御殿を継いだ。しかし朝祥も子には恵まれず、弟である尚恪・美里王子朝規の長男：向世昌・小禄按司朝恒を嗣子に迎えた。
- 実父：尚穆　（第二尚氏王統14代王）
- 義母（妃）：思真鶴金・佐敷按司加那志　（号は淑徳。父は尚氏高嶺王子朝意）
  - 兄（長男）：尚哲・中城王子　（のち王号追贈）
    - 甥（尚哲四男）：尚灝・具志頭王子朝相　（のち第二尚氏王統17代王）

  - 兄（次男）：尚図・浦添王子朝央　（浦添御殿元祖、のち摂政）
- 母（夫人）：真牛金・真南風按司加那志　（号は仁厚。父は向弘喜松川親方朝応）
  - 兄（三男）：尚周・義村王子朝宜　（義村御殿元祖、のち摂政）
- 義母（妻）：真鍋樽・安谷屋阿護母志良礼　（号は蘭室。父は長其瑚・知念仁屋政善）
  - 妹（長女）：思亀樽・聞得大君加那志　（向克相・識名親方朝睦に嫁ぐ）
  - 弟（五男）：尚恪・美里王子朝規　（美里御殿元祖）
    - 甥（尚恪長男）：向世昌・小禄按司朝恒
- 義母（妻）：真鍋樽・宮里阿護母志良礼　（号は瑞雲。父は彦開基・宮里筑登之親雲上元恭）
  - 妹（次女）：思戸金・小那覇翁主　（楊氏森山親雲上昌本に嫁ぐ）
  - 妹（三女）：真鶴金・上間翁主　（向鴻基・今帰仁按司朝英に嫁ぐ）
- 義母（妻）：真加戸樽・与儀阿護母志良礼　（号は清室。父は善啓緒・与儀子憲英）

- 室：思亀樽・沢岻按司加那志　（翁秉義・伊舎堂親方盛峯の次女）
  - 嗣子：向世昌・小禄按司朝恒

## 経歴（月日は旧暦）
- 1765年（乾隆30）6月2日　生まれる。
- 1771年（乾隆36）3月13日　向廷尉・具志頭按司朝憲の嗣子となる。
- 1774年（乾隆39）12月15日　向廷尉・具志頭按司朝憲が致仕し、家統を継ぎ具志頭間切総地頭職となる（→尚容・具志頭王子朝陽）。
- 1782年（乾隆47）2月4日　元服する（烏帽子親は譜久山親方朝紀）。
  - 3月15日　御系図奉行に任ぜられる。任期は一年であったが、欠員がでたため翌年まで留任した。
- 1783年（乾隆48）11月21日　翁秉義・伊舎堂親方盛峯の次女：思亀樽と婚姻する。
- 1784年（乾隆49）12月1日　再度御系図奉行に任ぜられる。
- 1785年（乾隆50）12月1日　大与奉行に任ぜられる。
- 1786年（乾隆51）4月10日　大与奉行と兼務して宗門手札改奉行に任ぜられる。
- 1789年（乾隆54）2月12日　徳川家斉の江戸幕府第11代将軍就任を祝う慶賀使節の正使に任命される（なお、このとき儀衛正に任命されたのは毛廷柱・兼本親雲上）。
  - 閏5月16日　宜野湾間切総地頭職となる（→尚容・宜野湾王子朝陽）。
- 1790年（乾隆55）6月6日　那覇港を出港する（慶賀使節団の出発）。
  - 6月9日　山川港（鹿児島県）に入港。13日に陸路をとり出発、14日に琉球館へ到着。
  - 8月3日　鹿児島城へ登城し、藩主の島津斉宣に朝見する。
  - 9月6日　島津斉宣らとともに江戸へ出発。
  - 11月21日　江戸へ到着。
  - 12月2日　江戸城へ登城し、徳川家斉に朝見する。
  - 12月24日　家斉の正室である広大院（島津重豪の娘）から羽二重等を賜る。
  - 12月27日　江戸での公務を全て終え、帰国の途につく。
- 1791年（乾隆56）1月3日　駿河の清見寺に到着する。同寺に葬られている尚宏・具志頭王子朝盛（自らが継いだ小禄御殿の四世にあたる）の神位や石塔を改めて建立し、「永世孝享」の扁額一張、玉炉爐一対、塗椀一具、花瓶一対、金香爐一、湯茶椀二枚、銀子一百両を献じた。
  - 1月19日　大坂に到着。
  - 3月13日　鹿児島に到着。
  - 3月28日　帰国の許可が下りる。このとき藩主の島津斉宣から御煙草四十五斤、干鯛一箱、昆布一箱、御樽一荷、御国茶二十斤を賜り、前藩主の島津重豪からは杉原紙二束、鰹節百五十個、御国茶十斤、御煙草十五斤を賜る。
  - 4月8日　鹿児島港を出港し、同日山川港へ到着。
  - 4月18日　山川を出港。しかし順風がなく帰国できず、結局いったん鹿児島へ戻る。
  - 10月29日　再出港。
  - 11月17日　帰国。
  - 12月24日　御系図奉行に任ぜられる。
- 1793年（乾隆58）12月1日　御系図奉行に任ぜられる。
- 1795年（乾隆60）10月6日　御系図奉行に任ぜられる。
- 1796年（嘉慶元）12月1日　大与奉行に任ぜられる。
- 1797年（嘉慶2）12月12日　御系図奉行に任ぜられる。
- 1798年（嘉慶3）12月1日　大与奉行に任ぜられる。
- 1799年（嘉慶4）12月1日　御系図奉行に任ぜられる。
- 1800年（嘉慶5）6月4日　朝陽に子が無い事を尚温王が憂い、尚哲・中城王子の四男である尚灝・具志頭王子朝相（のちの尚灝王、朝陽からすると甥にあたる）を嗣子にすることになる。
  - 6月15日　冊封使歓待を謝すための使者として薩摩へ赴く使者に任命される。
  - 8月16日　来琉していた冊封副使の李鼎元から書や聯を賜る。
  - 9月16日　冊封正使の趙文楷、副使の李鼎元を屋敷に招き、宴を催す。
- 1801年（嘉慶6）2月9日　尚灝・具志頭王子朝相が家を訪れ、正式に父子の礼を行う。
  - 6月11日　那覇港を出発（薩摩へ上国）。
  - 6月16日　山川港に入港。21日に陸路をとり出発、22日に琉球館へ到着。
  - 7月17日　鹿児島城へ登城し、島津斉宣に朝見する。
  - 12月9日　帰国の許可が下りる。
- 1802年（嘉慶7）1月2日　鹿児島港を出港し、同日山川港へ到着。
  - 1月20日　山川港を出港。
  - 1月24日　帰国。
- 1803年（嘉慶8）12月1日　大与奉行に任ぜられる。
  - 12月26日　尚成王が薨去し、その次期国王として嗣子になっていた尚灝・具志頭王子朝相が王位を継承することになる。わずか三年足らずの親子関係であった。
- 1804年（嘉慶9）12月1日　御系図奉行に任ぜられる。
- 1805年（嘉慶10）12月1日　大与奉行に任ぜられる。
- 1806年（嘉慶11）12月1日　御系図奉行に任ぜられる。
- 1807年（嘉慶12）12月1日　大与奉行に任ぜられる。
- 1808年（嘉慶13）9月6日　来琉していた冊封正使の斉鯤、副使の費錫章を屋敷に招き、宴を催す。
  - 12月1日　御系図奉行に任ぜられる。
- 1809年（嘉慶14）12月1日　大与奉行に任ぜられる。
- 1810年（嘉慶15）12月1日　御系図奉行に任ぜられる。
- 1812年（嘉慶17）12月1日　大与奉行に任ぜられる。
- 1814年（嘉慶19）12月1日　御系図奉行に任ぜられる。
- 1816年（嘉慶21）12月1日　大与奉行に任ぜられる。
- 1817年（嘉慶22）12月1日　摂政に任ぜられる。このころ名乗りを「朝陽」から「朝祥」に改める（→尚容・宜野湾王子朝祥）。
- 1818年（嘉慶23）12月18日　久米具志川間切を加領される。
- 1821年（道光元）7月　致仕する。
- 1827年（道光7）9月16日　死去（享年63）。